# Mourad Zemali
Mourad Zemali, né le 16 novembre 1961 à Oudjda au Maroc, est un homme politique algérien. Il est, depuis mai 2017, le ministre algérien du Travail, de l'emploi et de la sécurité sociale,.

## Biographie

### Formation
Mourad Zemali est titulaire d'un diplôme en Architecture acquis en 1987 à l'université d'Oran.

### Carrière
Avant de devenir ministre, Mourad Zemali a occupé plusieurs postes dont celui de Chef de projet à la société mixte algéro-japonaise  ERCO/KAJIMA de réalisation (période 1991-1992), puis celui de directeur de projet CNEP-Immo à Oran (de 1992 à 2001), puis fut directeur général de l’entreprise URM/OPGI (Oran) de 2001 à 2005, puis directeur régional de l'AADL (Oran) de 2005 à 2006, avant d'être nommé directeur général de la Caisse nationale des congés payés et du chômage-intempéries des secteurs du bâtiment, des travaux publics et de l'hydraulique (CACOBATPH) de 2006 à 2011, et aussi celui de directeur général de l'Agence nationale de soutien à l'emploi des jeunes (ANSEJ) de 2011 à 2017 du gouvernement Abdelmadjid Tebboune.

### Carrière politique
En mai 2017, il est nommé par le président de la République algérienne Abdelaziz Bouteflika ministre du Travail, de l'Emploi et de la Sécurité sociale,.
Il est reconduit à ce poste lors du remaniement ministériel d’août 2017 dans le gouvernement Ouyahia X.
En juillet 2017, il nomme Mohamed Mahmoudi à la tête de la Caisse nationale d’Assurance-Chômage (CNAC) algérienne.